# 鹿児島県上野原縄文の森
鹿児島県上野原縄文の森（かごしまけんうえのはらじょうもんのもり）は、鹿児島県霧島市国分上野原縄文の森に所在する県営歴史公園および考古学系歴史博物館施設である。
指定管理者は公益財団法人鹿児島県文化振興財団。
国の史跡・上野原遺跡を保存・公開しており、日本の歴史公園100選に選定されている。

## 概要
上野原遺跡は、標高250～260メートルの台地上に位置する縄文時代早期（約9500年前）から中世にかけての複合遺跡である。当初は工業団地の「上野原テクノパーク」として造成される予定であったが、1986年（昭和61年）の造成中に弥生時代の竪穴建物が発見された。その後の発掘調査で、竪穴建物52棟や集石遺構・連穴土坑（炉穴）などが広がる縄文早期の定住集落が見つかったほか、中世にいたる遺構・遺物が出土した。1997年（平成9年）に鹿児島県知事・須賀龍郎が遺跡の現地保存を表明し、1999年（平成11年）には国の史跡に指定された。
上野原縄文の森は、この上野原遺跡を保存・活用し、歴史と文化の学びの場とするために鹿児島県により整備された公園および体験型施設で、2000年（平成12年）に着工され、2002年（平成14年）10月5日に開園した。園内には、展示施設である上野原縄文の森展示館や検出遺構を保存公開した遺跡保存館、縄文時代の集落を再現した復元集落などのほか、県内の埋蔵文化財発掘調査を実施する鹿児島県立埋蔵文化財センター等があり、鹿児島県考古学研究の拠点となっている。

## 施設

### （公財）鹿児島県文化振興財団 上野原縄文の森
公益財団法人鹿児島県文化振興財団を指定管理者として運営されており、以下の諸施設を所管する。
- 上野原縄文の森展示館-上野原遺跡出土の縄文早期～中期の遺物のほか、離島も含めた鹿児島県内各地の遺跡から出土した各時代の遺物を展示している。
- 遺跡保存館-上野原遺跡で発掘調査され検出された実際の遺構（竪穴建物等）を覆い、展示している。
- 地層観察館-上野原遺跡に堆積した遺物包含層などの土層（地層）を展示する。
- 体験学習館
- 復元集落-上野原遺跡の縄文時代早期の定住集落を、復元竪穴建物により再現している。
- 古代家屋群-上野原遺跡のほか、鹿児島県県内の複数遺跡から検出された、縄文時代から古墳時代にかけての竪穴建物5棟を復元している。

### 鹿児島県立埋蔵文化財センター
いわゆる埋蔵文化財センターの1つで、県直営の機関。鹿児島県内全域を対象として、県や自治体・民間等の土木・開発事業に伴う埋蔵文化財の発掘調査を行い発掘調査報告書を作成する。

### （公財）鹿児島県文化振興財団 埋蔵文化財調査センター
上記の県立埋文センターと同じく埋蔵文化財の調査機関で、公益財団法人鹿児島県文化振興財団に所属する。こちらは県内の土木・開発事業に伴う発掘調査のうち、国事業に伴うものを県から受託して行っており、県立埋文センターと業務の住み分けがなされている。

## 主な出版物
- 鹿児島県立埋蔵文化財センター 編『上野原縄文の森 : 常設展示図録』霧島：鹿児島県上野原縄文の森 編発行、2002年。NCID BB06524049。
- 鹿児島県文化振興財団上野原縄文の森 編『上野原縄文の森第51回企画展』霧島：鹿児島県文化振興財団上野原縄文の森〈バックナンバー古の美術品〉、2018年。NCID BB26577605。
- 鹿児島県文化振興財団上野原縄文の森 編『上野原縄文の森第54回企画展図録』霧島：鹿児島県文化振興財団上野原縄文の森〈バックナンバー古の美術品 2〉、2019年。全国書誌番号:23208191。
- 鹿児島県文化振興財団上野原縄文の森 編『南の縄文文化 : 縄文人の心を探る』霧島：鹿児島県文化振興財団上野原縄文の森、2022年。全国書誌番号:23742239。
- 『南の縄文世界と最新の研究』霧島：上野原縄文の森（責任刊行者）、鹿児島県文化振興財団上野原縄文の森、2022年。副題：上野原縄文の森開園20周年記念かごしま遺跡フォーラム記録集。全国書誌番号:23775281。

## 関連資料
本文の脚注に使っていない資料。発行年順。
- 加藤 允彦「遺跡復元整備事例集2：上野原縄文の森（仮称）」『埋蔵文化財ニュース』奈良国立文化財研究所埋蔵文化財センター、2000年2月21日、第94巻、40-41頁。CRID 1390290701970213504、doi:10.24484/sitereports.63888-25202。
- 「特集 環境デザイン2002：渦を巻く建物を丘と一体化：展示施設 上野原縄文の森（鹿児島県国分市） 設計：佐藤総合計画・三反田藤男設計事務所・鎌田設計JV」『日経アーキテクチュア』第731号、日経BP、2002年11月11日、74-77頁。ISSN 0385-0870、CRID 1520572358228124928。
- 新東 晃一『南九州に栄えた縄文文化・上野原遺跡』、 新泉社〈「遺跡を学ぶ」027〉、2006年。ISBN 9784787706379、NCID BA77052725。
- オオニシ トモカズ（大西 智和）「上野原縄文の森の観光への活用：フィールドワークのワークシートから考える」『地域総合研究』鹿児島国際大学附置地域総合研究所、2021年10月30日。第49巻第1号、6頁–。ISSN 0914-2355、CRID 1050573825979517568。